# Tulaeopoda abdominalis
Tulaeopoda abdominalis är en tvåvingeart som beskrevs av Carroll William Dodge 1965. Tulaeopoda abdominalis ingår i släktet Tulaeopoda och familjen köttflugor.
Artens utbredningsområde är Bahamas. Inga underarter finns listade i Catalogue of Life.